# Кирил Ракаров
Кирил Ракаров (болг. Кирил Ракаров, 24 травня 1932, Павликени — 25 серпня 2006) — болгарський футболіст, що грав на позиції захисника. По завершенні ігрової кар'єри — тренер.
Виступав, зокрема, за ЦСКА (Софія), з якою став одинадцятиразовим чемпіоном Болгарії та чотириразовим володарем Кубка Болгарії, а також національну збірну Болгарії, з якою був учасником чемпіонату світу та двох Олімпійських ігор.

## Клубна кар'єра
У дорослому футболі дебютував 1949 року виступами за команду «Червено знаме» (Павликени), в якій провів два сезони у групі «Б».
Своєю грою за останню команду привернув увагу представників тренерського штабу клубу ЦСКА (Софія), до складу якого приєднався 1951 року. Відіграв за армійців з Софії наступні чотирнадцять сезонів своєї ігрової кар'єри. З командою він десять разів ставав болгарським чемпіоном і тричі вигравав Кубок Болгарії. Завершив професійну кар'єру футболіста виступами за команду ЦСКА у 1965 році. Всього у групі «А» Ракаров провів 190 ігор та забив 17 голів. Також за ЦСКА Кирил провів 18 ігор та забив 2 голи у Кубку європейських чемпіонів (найкращий результат — чвертьфінал у 1957 році).

## Виступи за збірну
14 червня 1953 року дебютував в офіційних матчах у складі національної збірної Болгарії в товариській грі проти НДР (0:0), вийшовши на заміну на 70 хвилині.
Згодом поїхав з командою на Олімпійські ігри 1956 року у Мельбурні, на яких зіграв у трьох матчах, а команда здобула бронзові нагороди. Він також грав на наступних Олімпійських іграх у Римі в 1960 році, зігравши у всіх трьох матчах, але його команда не вийшла з групи.
Через два роки у складі збірної був учасником чемпіонату світу 1962 року у Чилі, зігравши у матчах проти Аргентини (0:1) та Угорщини (1:6), а болгари не зуміли подолати груповий етап, після чого Ракаров завершив кар'єру у збірній. Всього протягом кар'єри у національній команді, яка тривала 10 років, провів у її формі 58 матчів, забивши 1 гол.

## Кар'єра тренера
Почесний громадянин Софії та Павликени. Багато років він був головою клубу «Футболістів-ветеранів та ветеранських діячів» ЦСКА.
У 1974—1975 роках працював у тренерському штабі ЦСКА (Софія), а 1976 року очолив клуб «Черно море», де пропрацював один рік.
Помер 25 серпня 2006 року на 75-му році життя.

## Титули і досягнення
- Чемпіон Болгарії (11):

ЦСКА (Софія): 1951, 1952, 1954, 1955, 1956, 1957, 1958, 1958–59, 1959–60, 1960–61, 1961–62
- Володар Кубка Болгарії (4):

ЦСКА (Софія): 1951, 1954, 1955, 1960–61

### Збірна
- Бронзовий олімпійський призер: 1956